# 1994 VJ3
1994 VJ3 är en asteroid i huvudbältet som upptäcktes den 7 november 1994 av de båda japanska astronomerna Seiji Ueda och Hiroshi Kaneda i Kushiro.
Asteroiden har en diameter på ungefär 11 kilometer och den tillhör asteroidgruppen Themis.